# Inverso (romanzo)
Inverso (The Peripheral) è un romanzo fantascientifico del 2014 di William Gibson.
Ha avuto un seguito, Agency (2020).

## Trama
Burton è un ex-militare della Elite Force Recon Haptic messo in congedo a causa dei gravi danni fisici causatigli dagli impianti neurali che gli sono stati installati nel periodo di militanza nelle forze armate. Vive con la madre e la sorella Flynne grazie a una pensione di invalidità concessa dell'esercito. Burton riesce a trovare lavoro come addetto alla sicurezza di un prototipo di gioco online ambientato in una realtà simile alla loro ma con leggere differenze, e decide di coinvolgere la sorella.
Wilf Netherton è un ricco e potente uomo della Londra del futuro. Per le persone della classe sociale di Wilf, tornare indietro nel tempo è solo un hobby come tanti. Wilf, Burton e Flynne si incontreranno in questa realtà alternativa.

## Opere derivate
Nel 2018 gli Amazon Studios hanno acquistato i diritti del libro per trarne un adattamento televisivo. Del lavoro sono stati incaricati i creatori di Westworld Lisa Joy e Jonathan Nolan. La serie ha debuttato il 21 ottobre 2022 su Prime Video.

## Edizioni
- (EN) William Gibson, The Peripheral, 1ª ed., New York, G. P. Putnam's Sons, 2014, ISBN 978-0-399-15844-5.
- (DE) William Gibson, Peripherie, traduzione di Cornelia Holfelder-von der Tann, Stoccarda, Tropen, 2016, ISBN 978-3-608-50124-7.
- William Gibson, Inverso, traduzione di Daniele Brolli, Omnibus, Milano, Mondadori, 2017, ISBN 978-8804678915.
- William Gibson, Inverso, traduzione di Daniele Brolli, Urania Jumbo, n. 7, Milano, Mondadori, 2019, ISBN 9788852096600.
- (PT) William Gibson, Periféricos, traduzione di Ludimila Hashimoto, San Paolo del Brasile, Editora Aleph, 2020, ISBN 9786586064346.
- William Gibson, The Peripheral Inverso, traduzione di Daniele Brolli, I Miti, Milano, Mondadori, dicembre 2022, ISBN 978-88-04-77469-3.